# زاگورکی (استان پومرانی)
زاگورکی (به لهستانی:  Zagórki) یک روستا در لهستان است که در گمینا کوبلنگتسا واقع شده‌است.